# 黑缘千里光
黑缘千里光（学名：Senecio dodrans）为菊科千里光属的植物，是中国的特有植物。分布于中国大陆的四川等地，生长于海拔4,400米的地区，多生长于高山草甸，目前尚未由人工引种栽培。